# Пейн (округ)
Округ Пейн (англ. Payne County) располагается в штате Оклахома, США. Официально образован в 1907 году. По состоянию на 2013 год, численность населения составляла 79 066 человек.

## География
По данным Бюро переписи США, общая площадь округа Пейн равняется 1805,232 км2, из которых 1776,742 км2 суша и 0,000 км2 или 0,000 % это водоёмы.

## Климат
В округе Пейн влажный субтропический климат, и он расположен в районе, который широко известен как «Аллея торнадо». Во время пикового сезона штормов весной часто слышны предупреждения о торнадо, а сирены звучат, чтобы предупредить жителей о необходимости поспешить в убежища, когда это необходимо. Лето солнечное, жаркое и влажное, температура достигает или превышает 100 (38 °C) в среднем десять раз в год. Зимы, как правило, солнечные, мягкие и сухие, со средней температурой января около 49,8 °F (9,9 °C) и среднегодовым количеством выпавшего снега около 7,5 дюймов (19,1 см).
Самая высокая зарегистрированная температура в административном центре округа составила 115 °F (46,1 °C) 11 августа 1936 года, а самая низкая зарегистрированная температура была −21 °F (−29,4 °C) 10 февраля 2011 года.

## Население
По данным переписи населения 2000 года в округе проживает 68 190 жителей в составе 26 680 домашних хозяйств и 15 314 семей. Плотность населения составляет 38,00 человек на км2. На территории округа насчитывается 29 326 жилых строений, при плотности застройки около 16,00-ти строений на км2. Расовый состав населения: белые — 84,33 %, афроамериканцы — 3,63 %, коренные американцы (индейцы) — 4,58 %, азиаты — 3,00 %, гавайцы — 0,04 %, представители других рас — 0,77 %, представители двух или более рас — 3,64 %. Испаноязычные составляли 2,15 % населения независимо от расы.
В составе 25,90 % из общего числа домашних хозяйств проживают дети в возрасте до 18 лет, 45,60 % домашних хозяйств представляют собой супружеские пары проживающие вместе, 8,30 % домашних хозяйств представляют собой одиноких женщин без супруга, 42,60 % домашних хозяйств не имеют отношения к семьям, 30,10 % домашних хозяйств состоят из одного человека, 8,10 % домашних хозяйств состоят из престарелых (65 лет и старше), проживающих в одиночестве. Средний размер домашнего хозяйства составляет 2,29 человека, и средний размер семьи 2,90 человека.
Возрастной состав округа: 19,60 % моложе 18 лет, 25,90 % от 18 до 24, 26,20 % от 25 до 44, 17,60 % от 45 до 64 и 17,60 % от 65 и старше. Средний возраст жителя округа 28 лет. На каждые 100 женщин приходится 103,30 мужчин. На каждые 100 женщинстарше 18 лет приходится 102,60 мужчин.
Средний доход на домохозяйство в округе составлял 28 733 USD, на семью — 40 823 USD. Среднестатистический заработок мужчины был 31 132 USD против 21 113 USD для женщины. Доход на душу населения составлял 15 983 USD. Около 10,80 % семей и 20,30 % общего населения находились ниже черты бедности, в том числе — 16,00 % молодёжи (тех, кому ещё не исполнилось 18 лет) и 8,50 % тех, кому было уже больше 65 лет.